# Paracladura uriarra
Paracladura uriarra är en tvåvingeart som beskrevs av Krzeminska 2003. Paracladura uriarra ingår i släktet Paracladura och familjen vintermyggor. Inga underarter finns listade i Catalogue of Life.